# Brundibár
Brundibár, ópera infantil en dos actos con música de Hans Krása y libreto en checo de Adolf Hoffmeister. Más adelante se adaptó como libro infantil, con dibujos de Maurice Sendak y texto de Tony Kushner.

## Historia de sus orígenes
Hans Krása compuso esta ópera (cuyo título significa "El abejorro") en 1938, basándose en un texto de Adolf Hoffmeister. Fue estrenada en 1941 en el asilo judío de Praga, en secreto y sin la presencia de su autor, que ya había sido deportado. Tras su deportación a Theresienstadt, Hans Krása volvió a escribir la partitura, porque no había podido llevarla consigo. En el campo de concentración, entre 1942 y 1944, la ópera fue representada unas 55 veces, consiguiendo transmitir una sensación de normalidad a los niños deportados. En la película propagandística Der Führer schenkt den Juden eine Stadt, rodada en ese campo de concentración, se utilizaba un fragmento de la ópera, para tratar de engañar a los espectadores, presentándoles la vida supuestamente agradable de los deportados. Poco después, Hans Krása y la mayoría de los que intervenían en la ópera fueron asesinados en Auschwitz-Birkenau.

### Entre guerras
Terminada la Primera Guerra Mundial y con el tratado de Versalles 1919, Alemania derrotada es declarada culpable del conflicto y es condenada a pagar los gastos y los daños producidos. Los siguientes años meten a Alemania en una etapa de recesión económica y pobreza alimenticia. Todo esto crea una situación de malestar y odio hacia el resto de Europa, creciendo así el sentimiento nacionalista y, con él, el fascismo y nazismo.
El nazismo entendía que, por naturaleza, las razas más poderosas se tenían que imponer por encima de aquellas más débiles. Definieron "su" raza, la raza germánica, por el pelo rubio, los ojos azules, cabeza alargada, altura destacada... y valores nobles como el honor, el amor y la libertad. Se veían a sí mismos como una raza privilegiada creadora de cultura. Por oposición, definieron la "anti-raza" como destructora y degenerada.
Con la Segunda Guerra Mundial y la supremacía del "Gran Imperio Alemán" dentro de Europa, este antisemitismo se extiende y se lleva al límite. Se pretende exterminar esta raza, ya entonces escampada por todo el continente. Los judíos son perseguidos y juntados en campos de concentración en condiciones infrahumanas para terminar siendo eliminados de una manera atroz.

### Una cultura "degenerada"
Debido al antisemitismo, a finales de los años treinta del siglo XX, los judíos tenían prohibido ir a cualquier tipo de concierto, proyección o representación teatral, incluso no les dejaban obtener ningún tipo de aparato reproductor de música. Es extraño pensar que en estas circunstancias los judíos pudieran aspirar a participar en algún tipo de actuación o manifestación artística, y mucho menos en la producción de su propio arte, calificado de degenerado e inmoral. Solamente podían participar en formaciones promovidas por los nazis, siendo obligados a colaborar con su causa: era una herramienta más de represión y tortura. De todas formas, los presos solían hacer representaciones clandestinas y escribían obras satíricas y esperanzadoras en sus barracas. En Terezín, era un poco distinto.
Fue promovido como un "paraíso para los judíos", un balneario lleno de lujos... algunos reclusos consiguieron infiltrar sus instrumentos en el campo y lograron dar algunos conciertos. Lo hacían en secreto, hasta que en 1942, el nazismo entendió el potencial propagandístico que tenía esta actividad musical de los judíos. Arte y cultura acabaron convirtiéndose en otros de los "lujos" característicos de Terezín, reconocido por su humanidad y espiritualidad.

## Redescubrimiento
El redescubrimiento de la historia de esta ópera infantil, olvidada durante decenios, comienza a finales de los años 70, cuando una monja benedictina, indagando la historia de su familia, dio de forma más bien casual con el tema de la ópera. Reconstruyó una versión de Brundibár gracias a una partitura para piano en idioma checo y hebreo y pudo realizar de este modo en 1985 la primera representación en Alemania. I brundivar fue muerto
A mediados de los años 90, la organización Juventudes Musicales se interesó por la ópera e inició, en colaboración con otras instituciones, proyectos piloto en que se elaboraron materiales para la representación de la ópera. La cima de este proyecto se dio con las representaciones conjuntas de tres de los grandes coros europeos de Bad Tölz, Poznan y Praga, que presentaron la ópera en Berlín, Varsovia y Praga en los idiomas correspondientes. También en Israel se dio a conocer la ópera gracias a una producción del Teatro del Lçand de Mecklenburg con sede en Schwerin.çm
En efecto, en 1997, alumnos de una escuela de música de Schwerin, que habían montado la obra en su escuela, fueron invitados a representarla en Israel, donde tomaron contacto con testigos de la época, entre los cuales estaba Zvi Cohen, quien fue uno de los niños que hacían música en Theresienstadt.
Esta ópera se representa poco; en las estadísticas de Operabase Archivado el 11 de noviembre de 2015 en Wayback Machine. aparece la n.º 237 de las óperas representadas en 2005-2010, siendo la 32ª en Alemania y la primera de Krása, con 10 representaciones en el período.

### Brundibár en la actualidad
Actualmente, Brundibár suele ser interpretada en ambientes educativos. Su uso ha mutado ligeramente desde su composición: si al inicio se usaba para reivindicar unos derechos y un afán de libertad de un pueblo reprimido, hoy por hoy se interpreta como acto memorial, conmemorativo o para hablar a los niños del Holocausto.

## Discografía
- Hans Krása: Brundibár. An Opera for Children. Music of Remembrance, Director: Gerard Schwarz. Naxos 2007.

La última vez que fue actuada esta opera fue el 9 de julio de 2015, en el Auditorio "Adela Reta" del Sodre, en Montevideo, Uruguay. La misma contó con la presencia de Ela Weibessger, sobreviviente del campo de concentración de Theresiendstat, donde ella misma interpretó la obra.
- Hans Krása: Brundibár. Opera per Bambini in 2 Atti, Director: Volfango Dami. EMA Vinci records 2007.
- Hans Krása: Brundibár. Children's Opera in two acts / Frantisec Domazlicky. Czechs Songs". Disman Radio Children's Ensemble, Prague. Conductor: Joza Karas. Channel Classics, 1993.

## Fuente
- Basado en la versión alemana de Wikipedia, ampliada con otras informaciones.

1. ↑  Thornton, Michael. J. (1967). El nazismo (1918-1945). Barcelona: Ediciones Orbis, S.A., p. 9-10
2. ↑  Ludwig, Mark y Stern Strom, Margot. A Guide to Finging a Voice: Musicians in Terezín. Massachusetts, Fancing History and Ourselves National Foundtion, Inc. and the Terezín Chamber Music Foundation, 2000, p6
3. ↑  Seroussi, Edwin et al. (2010). "Jewish music". Grove Music Online., p. 7
4. ↑  Seroussi, Edwin et al. (2010). [Op. cit.]., p. 8
5. ↑  PantouvakI, Sofia. (2007). Repetition and performance: the case of children’s opera. London: Oxford., p. 7

- Datos: Q565663
- Multimedia: Brundibár / Q565663